# Radojčići (Travnik, BiH)
Radojčići su naseljeno mjesto u općini Travnik, Federacija Bosne i Hercegovine, BiH.

## Stanovništvo

### 1991.
Nacionalni sastav stanovništva 1991. godine, bio je sljedeći:
ukupno: 293
- Muslimani - 272
- Srbi - 21

### 2013.
Nacionalni sastav stanovništva 2013. godine, bio je sljedeći:
ukupno: 312
- Bošnjaci - 309
- ostali, neopredijeljeni i nepoznato - 3